# Mühlhausen im Täle
Pour les articles homonymes, voir Mühlhausen.
Mühlhausen im Täle est une commune de Bade-Wurtemberg (Allemagne), située dans l'arrondissement de Göppingen, dans la région de Stuttgart, dans le district de Stuttgart.